# Марио (лик)
Марио (јап. マリオ) је измишљен лик из франшизе Супер Марио игара у власништву Нинтендо компаније, креиран од стране јапанског дизајнера видео-игара, Шигеру Мијамотоа. Марио се као протагониста серије и маскота компаније појављује у више од 200 видео-игара, у неколико анимираних серија и у многим другим медијима. Он је представљен као ниски водоинсталатер са брковима који живи у Краљевству Печурака, чији је задатак углавном спасавање Принцезе Бресквице од злог Баузера. Марио има брата близанца, Луиђија, који живи у његовој сенци.
Са преко 500 милиона продатих игара широм света, Марио франшиза спада у најпродаванију франшизу видео-игара на целом свету. Ван мреже Супер Марио платформе, други жанрови укључују Mario Kart – тркачки серијал, спортске игре попут Mario Tennis и Mario Golf франшизе и многе друге жанрове попут едукатвних Марио игара и ЛАРП игара.

## Концепт и производња
Шигеру Мијамото је створио Марио док је развијао Донки Конга у покушају да направи најпродаванију видео-игру за Нинтендо; претходни наслови као што је Шериф није постигао исти успех као и наслове попут Пекмена. У то време Мијамото није био у могућности да добије лиценцу за коришћење ликова (и није био до 1982. године са Попајем), тако да је завршио прављење неименованог лика, Донки Конга и Даме (касније познате као Паулина). У раним фазама Донки Конга, Марио није могао да скочи, а фокус је био да побегне од лавиринта. Међутим, Мијамото је Мариу омогућио да скочи. Док је протагониста био неименован у Јапанском издању, био би именован Џампмен у енглеским инструкцијама игре и Марио у брошури продаје.
Након што је у Донки Конгу Марио представљен као столар, међутим када се поново појавио у Марио Брос-у, одлучено је да буде водоинсталатер, пошто се пуно игара игра у подземним условима. Дизајн Марија, нарочито његов велики нос, заснива се на западним утицајима; када је постао водоинсталатер, Мијамото је одлучио "ставити га у Њујорк" и учинити га италијанским, срца приписати Мариоову националност његовим брковима. Други извори имају Мариоову професију изабрану за столара у настојању да се лик обори као обичан радник и олакша играчима да се идентификују с њим. Након што је колега предложио да Марио више подсећа на водоинсталатера, Мијамото је у складу с тим променио Мариоову професију и развио Марио Брос, који карактерише у канализацији Њујорка. 
Због графичких ограничења аркадног хардвера у то време, Мијамото је лика дизајнирао са црвеним комбинезоном и плавом кошуљом. Додата је црвена капа да би Мијамото избегао цртање ликове фризуре, чела и обрва, као и да заобиђе питање анимирања своје косе док он скаче. Да би га учинио људским бићем, на екрану упркос његовој малој величини, Марио је добио посебне карактеристике, видно велики нос и бркове, што је избегавало потребу да се цртају уста и изрази лица на малом екрану.
Мијамото је развио Мариа са идејом да га употреби као „иди до” карактера који би могао бити стављен у било коју улогу, по потреби, иако се појављује као лутка, јер у то време Мијамото није очекивао за Мариа да ће постати популаран. У ту сврху, он је првобитно назвао лика „Гдин. Видео”, упоређујући његову намеру да се Марио појављује у каснијим играма до филмова које је направио Алфред Хичкок у филмовима. Током времена, Марио постаје модернизован, добија плаве очи, смеђе ципеле, црвено слово "М" у белом кругу на предњем делу шешира и златну дугмад на његовом комбинезону. Боја његове кошуље и комбинезона су такође обрнуте од плаве кошуље са црвеним комбинезоном до црвене кошуље са плавим комбинезоном. Мијамото приписује овај процес различитим развојним тимовима и уметницима за сваку нову игру, као и напредак у технологији с временом које је прошло.

## Појављивања

### 1981—1990.
Марио је у првој игри у којој се појављује, Donkey Kong из 1981, приказан као Џампмен. Марио се овде показао као столар који има љубимца Донки Конга. Међутим столар малтретира мајмуна, а Донки Конг бежи и отима Џампменови девојку која је у овој игри приказана као Дама, али се у предстојећим играма открива да је њено право име Паулина. Играч мора преузети улогу Џампмена и спасити Паулину. Џумпманово име је у следећој игри, Donkey Kong Jr. из 1982, је преименовано у Марио. У аркадној игри из 1983. године, Mario Bros, Марио и његов млађи брат Луиђи бивају приказани као италијанско-амерички водоинсталатери који морају да победе створења која долазе из канализације испод Њујорка.
У Super Mario Bros, Марио спашава Принцезу Тоудстул (касније позната као Принцеза Бресквица) од Баузера. Да би спасао принцезу Тоудстул, Марио осваја осам светова Баузерове краљевине, одлази у замкове у сваком од њих и у њима мора да порази војску краља Баузера. Да би стигао до сваког замка, Марио пролази кроз три под-света како би поразио Баузера. Ако се Марио успешно пробије кроз дворац и прође замке, он ослобађа Тоуда. У осмом дворцу, Марио се бори са Баузером и ослобађа Принцезу Тоудстул. У Super Mario Bros. 2, играч може изабрати да ли ће да игра као Марио, Луиђи, Тоуд или Принцеза Бресквица. Сваки лик поседује јединствене способности (Луиђи има јачу способност скакања, Тоуд може копати најбрже, а Бресквица може плутати), док је Марио најпотпунији. У Super Mario Bros. 3, Марио покушава спасити владаре седам краљевстава од Баузера и његове деце. Марио путују кроз осам светова како би Принцезу Бресквицу. Марио се упознаје са новим моћима који повећавају његове способности.

### 1989—1995.
У Super Mario Land, појављује се ванземаљац по имену Татанга, који хипнотише становнике Сарсланда и отима принцезу Дејзи. Марио се залаже да је спасе, путујући кроз четири географска подручја Сарсланда и успут побеђује Татангине помоћнике. Он удара Татангу толико јако да он одлеће на небо где га спашава ванземаљски брод, а за то време Марио спашава принцезу Дејзи. У Super Mario World, Марио и Луиђи заједно са Принцезом Бресквицом одлазе у Свет Диносуруса где Баузер отима Бресквицу након догађаја из Super Mario Bros. 3. Марио и Луиђи упознају Јошија, диносауруса из света диносауруса који им помаже да спасу Бресквицу допуштајући њима двојци да га јашу. У Super Mario Land 2: 6 Golden Coins, чији се догађаји одвијају одмах након Super Mario Land, Мариов зли рођак Варио преимењује Мариову земљу у Вариову земљу. Становницима Сарсленда мозак бива испран тако да мисле да је Варио њихов господар, а Марио непријатељ. Вариов мотив за овај изненадни напад је да освоји Мариову палату и претвори је у своју. Да би га зауставио, Марио проналази 6 златних новчића на свом земљишту и враћа приступ свом замку. У Super Mario World 2: Yoshi's Island, рода доноси бебу Мариа и бебу Луиђија преко мора, међутим, зла Магичнакупа Камек отима бебу Луиђија, а беба Марио пада на Острво Јоши, насељено Јошијима. након што се марио упознаје са Јошијима, њихова групица и беба Марио спашавају бебу Луиђија и побеђују камек и бебу Баузера.

### 1996—2002.
Марио је направио своје прво 3Д појављивање у Super Mario 64 за Нинтендо 64. Принцеза Бресквица шаље Мариу писмо у којем га позива да јој се придружи у свом замку на торти. Међутим, када стигне, Марио открива да је Баузер упао у замак и затворио принцезу и њене слуге. Многе слике замка су портали других светова, у којима Баузерови помагачи чувају моћне звезде којима Марио може да спасио принцезу. Марио истражује замак и друге светове како би пронашао звезде. Добија приступ више портала након што проналази више звезда, и пролази кроз три препреке које су га довеле до битке са Баузером. Баузер прва два пута побеђује Мариа, док финалној бици Марио ослобађа Бресквицу, а она га награђује тортом коју му је обећала.
У Super Mario Sunshine, Марио, Стари Тоуд и Принцеза Бресквица одлазе на оток до острва Делфина. Особа која спомиње Мариа, позната по имену "Мариова сенка", вандализује и загађује читаво острво користећи чаробну четкицу. Вандализам је проузроковао да становници беже из главног града острва. Марио бива окривљен за ове злочине и због тога ухапшен од стране острвских власти, а као казну добиа ио да очисти острво. Марио је опремљен ФЛУД-ом, роботским уређајем за гашење које је пронашао и користи га за чишћење загађења које је Мериова Сенка направио. У међувремену, Бресквица бива киднапована од стране Мариове Сенке, за ког се изпоставља да је Баузер Jr, један од Баузерове деце. Марио се на крају супротставља са Баузером и Баузером Млађим и спасава принцезу. Са очишћеним острвима, Марио и Бресквица почињу свој одмор. 

### 2006—данас
Марио франшиза постаје 2.5Д у New Super Mario Bros. Док Марио и Бресквица шетају заједно кроз Краљевство Печурака, Баузер Млађи киднапује Бресквицу и бежи. Марио започиње потеру, освајајући осам светова. на крају Марио спашава принцезу поразивши Баузера и Баузера Млађег. У Super Mario Galaxy, Марио је принцезу Бресквицу позвао на стогодишњи Звездани Фестивал у Краљевству Печурака. По доласку, Баузер започиње инвазију на краљевство и подиже Бресквицин замак из својих темеља и својим бродом га односи у свемир. Након што није успео да спречи отмицу принцезе, Марио се сусреће са створењима попут звезда зване Лумас и његове другарице, Роузалин. Роузалин открива Мариу да је Баузер украо Моћне звезде, извор снаге за Роузлину мобилну опсерваторију, и да је одвео Бресквицу до центра универзума. Марио потом путује кроз разне галаксије како би повратио моћне звезде и спасио принцезу Бресквицу. У New Super Mario Bros. Wii, још једној 2.5Д игри, Марио, Луиђи и два Тоуда присуствују рођенданској журци принцезе Бресквице, када одједном Баузер млађи и осталих седам Куплинчића киднапују принцезу. Марио, Луиђи и два Тоуда их прате преко осам светова, победивши сваког Коплинчића посебно. Групица се на крају суочава са Баузером, победивши га и они спашавају принцезу. У Super Mario Galaxy 2, Баузер, који се трансформише у џина користећи Моћне Звезде, напада краљевство Печурака и отима Брескицу, одвевши је у центар свемира. Уз помоћ Лумаса, Марио после вишеструких борби против Баузера и Баузера Млађег стиже на центру универзума, где поражава Баузера и спасава принцезу. Марио је такође и један од ликова који се могу играти у Super Mario 3D World, где има просечну брзину и висину скокова у односу на друге ликове. Марио је протагониста Нинтендове игре Super Mario Odyssey, где лик Капица замењује традиционални Мариов еир, допуштајући Мариу да га баци као дугорочно оружје.